# رولز-رویس فانتوم ۵
رولز-رویس فانتوم پنج (به انگلیسی: Rolls-Royce Phantom V) خودرویی است که از سال ۱۹۵۹ تا ۱۹۶۸ توسط شرکت رولز-رویس لیمیتد و در کشور انگلستان تولید شده‌است. طراحی آن خودروهای موتور جلو-محور عقب بوده است. سیستم جعبه‌دندهٔ آن ۴ دنده به صورت جعبه‌دنده خودکار بود.